# 我為你狂
《我為你狂》（英語：Pale passion），是1984年邵氏兄弟出品的一部香港愛情電影，為導演金炳興執導的首部電影，由艾迪、蔣麗萍、金燕玲、夏萍等主演。電影講述了一場偏執痴狂的愛情悲劇。蔣麗萍憑本片獲提名第4屆香港電影金像獎最佳新人。

## 劇情
阿霞（蔣麗萍 飾）向不上進的男友阿發（艾迪 飾）提出分手，為了挽救感情，神經質的阿發竟到女方家中拿刀自斷手指發誓會對她好。二人結婚後，阿霞為依然故我的丈夫感到絕望，在生活緊迫的這個時候，阿霞發現自己懷孕了。下班回家打算報喜的阿霞，看見失業的丈夫在家中跟朋友打火鍋，一直累積下來的矛盾在此刻爆發，兩人打了起來。懊悔的阿發趕忙衝出去為受傷的妻子買藥，可惜回到家後卻發現阿霞已經出走。此時，一直喜歡阿發的阿馨（金燕玲 飾）踏進了這個極度沮喪的男人的生命，但阿發深愛的始終只有阿霞一人。
一天，二人重逢，此刻的阿霞已成為已婚男子阿信的情人，她想用錢打發阿發離開，告訴他當年的打架害她失去了肚中的孩子，至今每天仍在吃精神科藥物。為愛痴狂的阿發找上了阿信對他作出警告，阿信卻表示正在辦離婚準備迎娶阿霞。阿發不肯放手，苦苦追纏，甚至在阿霞的寓所對面找了份工作，日夜用望遠鏡窺視心上人的一舉一動。阿霞在其騷擾下寢食難安，苦無辦法下欲以肉體換取他永遠離開自己，希望這夜之後雙方永無瓜葛。回家的阿信捉姦在床，奪門而去時推跌了阿霞。阿發見狀衝前與阿信扭打，阿霞精神病發，最終引發了一場誤殺悲劇。

## 角色
| 演員   | 角色 | 備註     |
| 艾迪   | 阿發 | 的士司機 |
| 蔣麗萍 | 阿霞 |          |
| 金燕玲 | 阿馨 |          |
| 夏萍   | 霞母 |          |
| 鍾志強 | 霞父 |          |
| 黃文慧 | 鐸嬸 |          |
| 詹森   | 鐸叔 |          |
| 黎燕珊 | 阿君 |          |
| 麥洛新 |      |          |
| 楊文業 |      |          |
| 郭德信 |      |          |
| 林嘉   |      |          |

## 電影歌曲

### 主題曲
| 歌名         | 演唱者 | 作曲   | 填詞   | 編曲   |
| 〈我為你狂〉 | 蔣麗萍 | 林敏怡 | 盧國沾 | 林敏怡 |

## 獎項
| 年份 | 頒獎典禮            | 獎項     | 獲提名 | 結果 |
| ---- | ------------------- | -------- | ------ | ---- |
| 1985 | 第4屆香港電影金像獎 | 最佳新人 | 蔣麗萍 | 提名 |